# Fédération du Yémen de football
La Fédération du Yémen de football (Yemen Football Association (en) YFA) est une association regroupant les clubs de football du Yémen et organisant les compétitions nationales et les matchs internationaux de la sélection du Yémen.
La fédération nationale du Yémen est fondée en 1962. Elle est affiliée à la FIFA depuis 1980 et est membre de l'AFC depuis 1982.